# Élections présidentielles sous la Cinquième République dans l'Ain
Depuis l'adoption de la Constitution de la Cinquième République française en 1958, dix élections présidentielles ont eu lieu afin d'élire le président de la République. Cette page présente les résultats de ces élections dans l'Ain.

## Synthèse des résultats du second tour
Conservateur, l'Ain vote traditionnellement plus à droite que la France. C'est en particulier le cas en 1981 et 2012 où le département a placé en tête respectivement Valéry Giscard d'Estaing (52,22 %) et Nicolas Sarkozy (57,23 %) alors qu'au niveau national ont été élus François Mitterrand (51,76 %) et François Hollande (51,64 %).
| année | Répartition des exprimés | Répartition des exprimés | Participation (% des inscrits) | Blancs ou nuls (% des votants) |

| 2022 | Emmanuel Macron (54,99 %) (France : 58,55 %) | Marine Le Pen (45,01 %) (France : 41,45 %) | 75,0 % (France : 71,99 %) | 5,86 % (France : 6,23 %) |

| 2017 | Emmanuel Macron (60,94 %) (France : 66,10 %) | Marine Le Pen (39,06 %) (France : 33,90 %) | 80,4 % (France : 77,77 %) | 2,57 % (France : 2,47 %) |

| 2012 | François Hollande (42,77 %) (France : 51,64 %) | Nicolas Sarkozy (57,23 %) (France : 48,36 %) | 83,24 % (France : 80,35 %) | 1,97 % (France : 5,82 %) |

| 2007 | Nicolas Sarkozy (60,54 %) (France : 53,06 %) | Ségolène Royal (39,46 %) (France : 46,94 %) | 86,04 % (France : 83,97 %) | 1,33 % (France : 4,20 %) |

| 2002 | Jacques Chirac (78,78 %) (France : 82,21 %) | J.-M. Le Pen (21,22 %) (France : 17,79 %) | 73,69 % (France : 79,71 %) | 3,44 % (France : 3,38 %) |

| 1995 | Jacques Chirac (57,43 %) (France : 52,64 %) | Lionel Jospin (42,57 %) (France : 47,36 %) | 80,04 % (France : 78,38 %) | 3,08 % (France : 2,81 %) |

| 1988 | François Mitterrand (49,28 %) (France : 54,02 %) | Jacques Chirac (50,72 %) (France : 45,98 % %) | 81,04 % (France : 81,35 %) | 1,86 % (France : 2,00 %) |

| 1981 | François Mitterrand (47,78 %) (France : 51,76 %) | Valéry Giscard d'Estaing (52,22 %) (France : 48,24 %) | 78,37 % (France : 81,09 %) | 1,58 % (France : 1,62 %) |

| 1974 | Valéry Giscard d'Estaing (54,89 %) (France : 50,81 %) | François Mitterrand (45,11 %) (France : 49,19 %) | 82,5 % (France : 84,23 %) | 0,83 % (France : 0,92 %) |

| 1969 | Georges Pompidou (58,68 %) (France : 58,21 %) | Alain Poher (41,32 %) (France : 41,79 %) | 73,17 % (France : 77,59 %) | 1,11 % (France : 1,29 %) |

| 1965 | Charles de Gaulle (55,78 %) (France : 55,20 %) | François Mitterrand (44,22 %) (France : 44,80 %) | 80,87 % (France : 84,75 %) | 0,86 % (France : 1,01 %) |

|  | ▲ |

## Résultats détaillés par scrutin

### 2022
Arrivé en tête du premier tour, le président sortant Emmanuel Macron (27,85 %) affronte Marine Le Pen (23,15 %), un duel identique à celui du scrutin de 2017. C'est la deuxième fois qu'un second tour opposant les mêmes candidats à deux scrutins présidentiels consécutifs a lieu après ceux où se sont affrontés Valéry Giscard d'Estaing et François Mitterrand en 1974 et 1981.
En troisième position avec 21,95 % des voix, Jean-Luc Mélenchon réalise le score le plus élevé de ses trois candidatures et arrive largement en tête de la gauche, mais échoue à accéder au second tour, avec environ 400 000 voix de moins que Marine Le Pen.
Une nouvelle fois, les partis politiques traditionnels sont absents du second tour, dans des proportions encore plus importantes que lors de la précédente élection. Le Parti socialiste et Les Républicains, représentés respectivement par Anne Hidalgo et Valérie Pécresse, s'effondrent avec des scores historiquement faibles et n'atteignent pas le seuil des 5 %, condition permettant d'être remboursé des frais de campagne.
Le second tour voit Emmanuel Macron l'emporter par 58,55 % des suffrages exprimés, permettant ainsi au président sortant d'entamer un second mandat. Le septennat ayant été aboli en 2000, il devient ainsi le premier président de la République française à être réélu pour un deuxième quinquennat, le deuxième président de la Cinquième République réélu hors période de cohabitation et le quatrième président de la Cinquième République réélu.
Dans l'Ain, Emmanuel Macron arrive en tête du premier tour avec 27,69 % des exprimés, suivi de Marine Le Pen avec 26,05 %,Jean-Luc Mélenchon avec 17,37% et Éric Zemmour avec 8,27 %. Au second tour, les électeurs ont voté à 54,99 % pour Emmanuel Macron contre 45,01 % pour Marine Le Pen avec un taux de participation de 75,00 % des inscrits.
| Candidats                | Candidats                | Partis                   | Premier tour | Premier tour | Second tour | Second tour |
| Candidats                | Candidats                | Partis                   | Voix         | %            | Voix        | %           |
| ------------------------ | ------------------------ | ------------------------ | ------------ | ------------ | ----------- | ----------- |
|                          | Emmanuel Macron          | LREM                     | 92 206       | 27,69        | 166 635     | 54,99       |
|                          | Marine Le Pen            | RN                       | 86 755       | 26,05        | 136 670     | 45,01       |
|                          | Jean-Luc Mélenchon       | LFI                      | 57 832       | 17,37        |             |             |
|                          | Éric Zemmour             | REC                      | 27 530       | 8,27         |             |             |
|                          | Valérie Pécresse         | LR                       | 17 572       | 5,28         |             |             |
|                          | Yannick Jadot            | EELV                     | 15 843       | 4,76         |             |             |
|                          | Jean Lassalle            | RES                      | 10 876       | 3,27         |             |             |
|                          | Nicolas Dupont-Aignan    | DLF                      | 8 998        | 2,70         |             |             |
|                          | Fabien Roussel           | PCF                      | 5 938        | 1,78         |             |             |
|                          | Anne Hidalgo             | PS                       | 5 644        | 1,69         |             |             |
|                          | Philippe Poutou          | NPA                      | 2 172        | 0,65         |             |             |
|                          | Nathalie Arthaud         | LO                       | 1 658        | 0,50         |             |             |
|                          |                          |                          |              |              |             |             |
| Votes valides            | Votes valides            | Votes valides            | 333 024      | 97,78        | 303 005     | 92,19       |
| Votes blancs             | Votes blancs             | Votes blancs             | 5 641        | 1,66         | 19 802      | 6,02        |
| Votes nuls               | Votes nuls               | Votes nuls               | 1 903        | 0,56         | 5 875       | 1,79        |
| Total                    | Total                    | Total                    | 340 568      | 100          | 328 682     | 100         |
| Abstention               | Abstention               | Abstention               | 97 541       | 22,26        | 109 568     | 25,00       |
| Inscrits / participation | Inscrits / participation | Inscrits / participation | 438 109      | 77,74        | 438 250     | 75,00       |

### 2017
Le premier tour de l'élection présidentielle de 2017 voit s'affronter onze candidats. Emmanuel Macron arrive en tête devant Marine Le Pen et tous deux se qualifient pour le second tour. Néanmoins, avec François Fillon et Jean-Luc Mélenchon, les scores des quatre candidats ayant recueilli le plus de voix sont serrés (4,43 points entre le 1er et le 4e). Pour la première fois, aucun des candidats des deux partis politiques pourvoyeurs jusque-là des présidents de la Ve République, n'est présent au second tour. Celui-ci se tient le dimanche 7 mai et se solde par la victoire d'Emmanuel Macron, avec un total de 20 753 798 bulletins de vote en sa faveur, soit 66,10 % des suffrages exprimés, face à la candidate du Front national, qui recueille 33,90 %. Le scrutin est néanmoins marqué par une forte abstention et par un record de votes blancs ou nuls. 
Dans l'Ain, Marine Le Pen arrive en tête du premier tour avec 25 % des exprimés, suivie de Emmanuel Macron avec 22,62 %, François Fillon avec 21,43 %, Jean-Luc Mélenchon avec 15,88 % et Nicolas Dupont-Aignan avec 6,07 %. Au second tour, les électeurs ont voté à 60,94 % pour Emmanuel Macron contre 39,06 % pour Marine Le Pen avec un taux de participation de 77,61 % des inscrits.
|             | FN          | Marine Le Pen         | 81 455  | %          | 111 421 | 39,06 %    |  |  |
|             | EM          | Emmanuel Macron       | 73 692  | %          | 173 809 | 60,94 %    |  |  |
|             | LR          | François Fillon       | 69 805  | %          |         |            |  |  |
|             | LFI         | Jean-Luc Mélenchon    | 51 736  | %          |         |            |  |  |
|             | DLF         | Nicolas Dupont-Aignan | 19 788  | %          |         |            |  |  |
|             | PS          | Benoît Hamon          | 16 711  | %          |         |            |  |  |
|             | UPR         | François Asselineau   | 3 612   | %          |         |            |  |  |
|             | RES         | Jean Lassalle         | 3 465   | %          |         |            |  |  |
|             | NPA         | Philippe Poutou       | 3 098   | %          |         |            |  |  |
|             | LO          | Nathalie Arthaud      | 1 842   | %          |         |            |  |  |
|             | S&P         | Jacques Cheminade     | 595     | %          |         |            |  |  |
|             |             |                       |         |            |         |            |  |  |
|             |             |                       | Nombre  | % inscrits | Nombre  | % inscrits |  |  |
| Inscrits    | Inscrits    | Inscrits              | 415 886 |            | 415 950 |            |  |  |
| Abstentions | Abstentions | Abstentions           | 81 507  | 19,6 %     | 93 130  | 22,39 %    |  |  |
| Votants     | Votants     | Votants               | 334 379 | 80,4 %     | 322 820 | 77,61 %    |  |  |
|             |             |                       |         |            |         |            |  |  |
|             |             |                       |         | % votants  |         | % votants  |  |  |
| Blancs      | Blancs      | Blancs                | 6 342   | 1,52 %     | 28 852  | 6,94 %     |  |  |
| Nuls        | Nuls        | Nuls                  | 2 238   | 0,54 %     | 8 738   | 2,1 %      |  |  |
| Exprimés    | Exprimés    | Exprimés              | 325 799 | 78,34 %    | 285 230 | 68,57 %    |  |  |

### 2012
Hollande, désigné par le PS à la suite d'une primaire ouverte, devance Sarkozy dès le premier tour de l'élection présidentielle de 2012 : c'est la première fois qu'un président sortant est ainsi devancé. Au second tour, Sarkozy est battu mais par un écart plus faible qu'attendu.
Dans l'Ain, Marine Le Pen arrive en tête du premier tour avec 30,41 % des exprimés, suivie de Nicolas Sarkozy avec 22,75 %, Jean-Luc Mélenchon avec 20,71 %, Philippe Poutou avec 10,16 % et Nathalie Arthaud avec 9,61 %. Au second tour, les électeurs ont voté à 42,77 % pour François Hollande contre 57,23 % pour Nicolas Sarkozy avec un taux de participation de 82,92 % des inscrits.
|                | UMP            | Nicolas Sarkozy       | 97 722  | 30,41 %    | 175 741 | 57,23 %    |  |  |
|                | PS             | François Hollande     | 73 096  | 22,75 %    | 131 333 | 42,77 %    |  |  |
|                | FN             | Marine Le Pen         | 66 540  | 20,71 %    |         |            |  |  |
|                | MoDem          | François Bayrou       | 32 650  | 10,16 %    |         |            |  |  |
|                | PG             | Jean-Luc Mélenchon    | 30 898  | 9,61 %     |         |            |  |  |
|                | EELV           | Eva Joly              | 7 268   | 2,26 %     |         |            |  |  |
|                | DLF            | Nicolas Dupont-Aignan | 7 208   | 2,24 %     |         |            |  |  |
|                | NPA            | Philippe Poutou       | 3 323   | 1,03 %     |         |            |  |  |
|                | LO             | Nathalie Arthaud      | 1 794   | 0,56 %     |         |            |  |  |
|                | S&P            | Jacques Cheminade     | 860     | 0,27 %     |         |            |  |  |
|                |                |                       |         |            |         |            |  |  |
|                |                |                       | Nombre  | % inscrits | Nombre  | % inscrits |  |  |
| Inscrits       | Inscrits       | Inscrits              | 393 808 |            | 393 866 |            |  |  |
| Abstentions    | Abstentions    | Abstentions           | 65 996  | 16,76 %    | 67 279  | 17,08 %    |  |  |
| Votants        | Votants        | Votants               | 327 812 | 83,24 %    | 326 587 | 82,92 %    |  |  |
|                |                |                       |         |            |         |            |  |  |
|                |                |                       |         | % votants  |         | % votants  |  |  |
| Blancs ou nuls | Blancs ou nuls | Blancs ou nuls        | 6 453   | 1,97 %     | 19 513  | 5,97 %     |  |  |
| Exprimés       | Exprimés       | Exprimés              | 321 359 | 98,03 %    | 307 074 | 98,03 %    |  |  |

### 2007
Au premier tour de l'élection présidentielle de 2007, Sarkozy réussit à capter une partie des voix de Le Pen et arrive largement en tête. Royal est la première femme qualifiée pour le second tour d'une élection présidentielle. Elle est battue avec une avance de 6 points.
Dans l'Ain, Nicolas Sarkozy arrive en tête du premier tour avec 34,5 % des exprimés, suivi de Ségolène Royal avec 20,67 %, François Bayrou avec 19,62 %, Jean-Marie Le Pen avec 12,28 % et Olivier Besancenot avec 3,42 %. Au second tour, les électeurs ont voté à 60,54 % pour Nicolas Sarkozy contre 39,46 % pour Ségolène Royal avec un taux de participation de 98,03 % des inscrits.
|                | UMP            | Nicolas Sarkozy      | 109 211 | 34,5 %     | 185 174 | 60,54 %    |  |  |
|                | PS             | Ségolène Royal       | 65 449  | 20,67 %    | 120 679 | 39,46 %    |  |  |
|                | UDF            | François Bayrou      | 62 119  | 19,62 %    |         |            |  |  |
|                | FN             | Jean-Marie Le Pen    | 38 873  | 12,28 %    |         |            |  |  |
|                | LCR            | Olivier Besancenot   | 10 819  | 3,42 %     |         |            |  |  |
|                | MPF            | Philippe de Villiers | 8 013   | 2,53 %     |         |            |  |  |
|                | Verts          | Dominique Voynet     | 5 473   | 1,73 %     |         |            |  |  |
|                | PCF            | Marie-George Buffet  | 4 243   | 1,34 %     |         |            |  |  |
|                | ECO            | José Bové            | 4 004   | 1,26 %     |         |            |  |  |
|                | CPNT           | Frédéric Nihous      | 3 670   | 1,16 %     |         |            |  |  |
|                | LO             | Arlette Laguiller    | 3 665   | 1,16 %     |         |            |  |  |
|                | PT             | Gérard Schivardi     | 1 059   | 0,33 %     |         |            |  |  |
|                |                |                      |         |            |         |            |  |  |
|                |                |                      | Nombre  | % inscrits | Nombre  | % inscrits |  |  |
| Inscrits       | Inscrits       | Inscrits             | 372 899 |            | 327 812 |            |  |  |
| Abstentions    | Abstentions    | Abstentions          | 52 040  | 13,96 %    | 6 453   | 1,97 %     |  |  |
| Votants        | Votants        | Votants              | 320 859 | 86,04 %    | 321 359 | 98,03 %    |  |  |
|                |                |                      |         |            |         |            |  |  |
|                |                |                      |         | % votants  |         | % votants  |  |  |
| Blancs ou nuls | Blancs ou nuls | Blancs ou nuls       | 4 261   | 1,33 %     | 13 670  | 4,28 %     |  |  |
| Exprimés       | Exprimés       | Exprimés             | 316 598 | 98,67 %    | 305 853 | 95,72 %    |  |  |

### 2002
Après cinq années de cohabitation, un duel est attendu entre Chirac et le Premier ministre Jospin lors de l'élection présidentielle de 2002, mais, à la surprise générale, ce dernier est devancé par Le Pen au premier tour. Au second tour, Chirac bénéficie du ralliement de la gauche et reçoit un score sans précédent. Il s'agit de la première élection pour un mandat de cinq ans et non plus sept.
Dans l'Ain, Jean-Marie  Le Pen arrive en tête du premier tour avec 21,86 % des exprimés, suivi de Jacques  Chirac avec 17,18 %, Lionel  Jospin avec 12,64 %, François Bayrou avec 7,73 % et Jean-Pierre Chevènement avec 6,09 %. Au second tour, les électeurs ont voté à 78,78 % pour Jacques  Chirac contre 21,22 % pour Jean-Marie  Le Pen avec un taux de participation de 80,96 % des inscrits.
|                | FN             | Jean-Marie Le Pen       | 52 617  | 21,86 %    | 54 960  | 21,22 %    |  |  |
|                | RPR            | Jacques Chirac          | 41 348  | 17,18 %    | 204 031 | 78,78 %    |  |  |
|                | PS             | Lionel Jospin           | 30 418  | 12,64 %    |         |            |  |  |
|                | UDF            | François Bayrou         | 18 614  | 7,73 %     |         |            |  |  |
|                | MDC            | Jean-Pierre Chevènement | 14 665  | 6,09 %     |         |            |  |  |
|                | DL             | Alain Madelin           | 12 580  | 5,23 %     |         |            |  |  |
|                | Verts          | Noël Mamère             | 12 339  | 5,13 %     |         |            |  |  |
|                | LO             | Arlette Laguiller       | 11 562  | 4,8 %      |         |            |  |  |
|                | CPNT           | Jean Saint-Josse        | 9 718   | 4,04 %     |         |            |  |  |
|                | LCR            | Olivier Besancenot      | 9 404   | 3,91 %     |         |            |  |  |
|                | MNR            | Bruno Mégret            | 8 425   | 3,5 %      |         |            |  |  |
|                | Cap21          | Corinne Lepage          | 5 258   | 2,18 %     |         |            |  |  |
|                | PCF            | Robert Hue              | 5 134   | 2,13 %     |         |            |  |  |
|                | PRG            | Christiane Taubira      | 4 527   | 1,88 %     |         |            |  |  |
|                | FRS            | Christine Boutin        | 2 966   | 1,23 %     |         |            |  |  |
|                | PT             | Daniel Gluckstein       | 1 077   | 0,45 %     |         |            |  |  |
|                |                |                         |         |            |         |            |  |  |
|                |                |                         | Nombre  | % inscrits | Nombre  | % inscrits |  |  |
| Inscrits       | Inscrits       | Inscrits                | 338 220 |            | 338 196 |            |  |  |
| Abstentions    | Abstentions    | Abstentions             | 89 002  | 26,31 %    | 64 394  | 19,04 %    |  |  |
| Votants        | Votants        | Votants                 | 249 218 | 73,69 %    | 273 802 | 80,96 %    |  |  |
|                |                |                         |         |            |         |            |  |  |
|                |                |                         |         | % votants  |         | % votants  |  |  |
| Blancs ou nuls | Blancs ou nuls | Blancs ou nuls          | 8 566   | 3,44 %     | 14 811  | 5,41 %     |  |  |
| Exprimés       | Exprimés       | Exprimés                | 240 652 | 96,56 %    | 258 991 | 94,59 %    |  |  |

### 1995
Après une nouvelle cohabitation et alors que la droite est particulièrement divisée entre Chirac et le Premier ministre Balladur, Jospin réussit à arriver en tête au premier tour de l'élection présidentielle de 1995, malgré la très lourde défaite de la gauche aux législatives de 1993. Au second tour, il est battu par Chirac.
Dans l'Ain, Lionel Jospin arrive en tête du premier tour avec 20,5 % des exprimés, suivi de Jean-Marie Le Pen avec 19,86 %, Édouard Balladur avec 19,8 %, Jacques Chirac avec 19,23 % et Robert Hue avec 6,15 %. Au second tour, les électeurs ont voté à 57,43 % pour Jacques Chirac contre 42,57 % pour Lionel Jospin avec un taux de participation de 80,11 % des inscrits.
|                | PS             | Lionel Jospin        | 49 970  | 20,5 %     | 99 920  | 42,57 %    |  |  |
|                | FN             | Jean-Marie Le Pen    | 48 417  | 19,86 %    |         |            |  |  |
|                | RPR            | Édouard Balladur     | 48 264  | 19,8 %     |         |            |  |  |
|                | RPR            | Jacques Chirac       | 46 891  | 19,23 %    | 134 778 | 57,43 %    |  |  |
|                | PCF            | Robert Hue           | 14 999  | 6,15 %     |         |            |  |  |
|                | MPF            | Philippe de Villiers | 13 118  | 5,38 %     |         |            |  |  |
|                | LO             | Arlette Laguiller    | 11 918  | 4,89 %     |         |            |  |  |
|                | Verts          | Dominique Voynet     | 9 534   | 3,91 %     |         |            |  |  |
|                | S&P            | Jacques Cheminade    | 686     | 0,28 %     |         |            |  |  |
|                |                |                      |         |            |         |            |  |  |
|                |                |                      | Nombre  | % inscrits | Nombre  | % inscrits |  |  |
| Inscrits       | Inscrits       | Inscrits             | 314 259 |            | 314 131 |            |  |  |
| Abstentions    | Abstentions    | Abstentions          | 62 726  | 19,96 %    | 62 477  | 19,89 %    |  |  |
| Votants        | Votants        | Votants              | 251 533 | 80,04 %    | 251 654 | 80,11 %    |  |  |
|                |                |                      |         |            |         |            |  |  |
|                |                |                      |         | % votants  |         | % votants  |  |  |
| Blancs ou nuls | Blancs ou nuls | Blancs ou nuls       | 7 736   | 3,08 %     | 16 956  | 6,74 %     |  |  |
| Exprimés       | Exprimés       | Exprimés             | 243 797 | 96,92 %    | 234 698 | 93,26 %    |  |  |

### 1988
Après deux ans de cohabitation, Mitterrand affronte le Premier ministre Chirac lors de l'élection présidentielle de 1988. Le Pen obtient au premier tour un score jusque-là sans précédent pour un parti d'extrême droite. Au second tour, Mitterrand est facilement réélu.
Dans l'Ain, François Mitterrand arrive en tête du premier tour avec 31,41 % des exprimés, suivi de Raymond Barre avec 21,21 %, Jacques Chirac avec 19,12 %, Jean-Marie Le Pen avec 16,09 % et André Lajoinie avec 4,43 %. Au second tour, les électeurs ont voté à 50,72 % pour Jacques Chirac contre 49,28 % pour François Mitterrand avec un taux de participation de 84,33 % des inscrits.
|                | PS             | François Mitterrand | 71 195  | 31,41 %    | 114 295 | 49,28 %    |  |  |
|                | DVD            | Raymond Barre       | 48 082  | 21,21 %    |         |            |  |  |
|                | RPR            | Jacques Chirac      | 43 343  | 19,12 %    | 117 621 | 50,72 %    |  |  |
|                | FN             | Jean-Marie Le Pen   | 36 464  | 16,09 %    |         |            |  |  |
|                | PCF            | André Lajoinie      | 10 036  | 4,43 %     |         |            |  |  |
|                | Verts          | Antoine Waechter    | 9 176   | 4,05 %     |         |            |  |  |
|                | EXG            | Pierre Juquin       | 4 120   | 1,82 %     |         |            |  |  |
|                | LO             | Arlette Laguiller   | 3 416   | 1,51 %     |         |            |  |  |
|                | MPPT           | Pierre Boussel      | 836     | 0,37 %     |         |            |  |  |
|                |                |                     |         |            |         |            |  |  |
|                |                |                     | Nombre  | % inscrits | Nombre  | % inscrits |  |  |
| Inscrits       | Inscrits       | Inscrits            | 284 999 |            | 285 010 |            |  |  |
| Abstentions    | Abstentions    | Abstentions         | 54 040  | 18,96 %    | 44 648  | 15,67 %    |  |  |
| Votants        | Votants        | Votants             | 230 959 | 81,04 %    | 240 362 | 84,33 %    |  |  |
|                |                |                     |         |            |         |            |  |  |
|                |                |                     |         | % votants  |         | % votants  |  |  |
| Blancs ou nuls | Blancs ou nuls | Blancs ou nuls      | 4 291   | 1,86 %     | 8 446   | 3,51 %     |  |  |
| Exprimés       | Exprimés       | Exprimés            | 226 668 | 98,14 %    | 231 916 | 96,49 %    |  |  |

### 1981
Lors de l'élection présidentielle de 1981, Giscard d'Estaing arrive en tête au premier tour et affronte, comme la fois précédente, Mitterrand. Pour la première fois, un président sortant est battu : Mitterrand devient le premier président de gauche de la Ve République.
Dans l'Ain, Valéry Giscard d'Estaing arrive en tête du premier tour avec 31,67 % des exprimés, suivi de François Mitterrand avec 25,35 %, Jacques Chirac avec 17,9 %, Georges Marchais avec 11,34 % et Brice Lalonde avec 4,23 %. Au second tour, les électeurs ont voté à 54,89 % pour Valéry Giscard d'Estaing contre 47,78 % pour François Mitterrand avec un taux de participation de 85,9 % des inscrits.
|                | UDF            | Valéry Giscard d'Estaing | 64 004  | 31,67 %    | 114 307 | 52,22 %    |  |  |
|                | PS             | François Mitterrand      | 51 232  | 25,35 %    | 104 575 | 47,78 %    |  |  |
|                | RPR            | Jacques Chirac           | 36 171  | 17,9 %     |         |            |  |  |
|                | PCF            | Georges Marchais         | 22 913  | 11,34 %    |         |            |  |  |
|                | MEP            | Brice Lalonde            | 8 555   | 4,23 %     |         |            |  |  |
|                | MRG            | Michel Crépeau           | 5 206   | 2,58 %     |         |            |  |  |
|                | LO             | Arlette Laguiller        | 4 307   | 2,13 %     |         |            |  |  |
|                | DVD            | Michel Debré             | 3 648   | 1,81 %     |         |            |  |  |
|                | DVD            | Marie-France Garaud      | 3 138   | 1,55 %     |         |            |  |  |
|                | PSU            | Huguette Bouchardeau     | 2 906   | 1,44 %     |         |            |  |  |
|                |                |                          |         |            |         |            |  |  |
|                |                |                          | Nombre  | % inscrits | Nombre  | % inscrits |  |  |
| Inscrits       | Inscrits       | Inscrits                 | 262 000 |            | 261 921 |            |  |  |
| Abstentions    | Abstentions    | Abstentions              | 56 668  | 21,63 %    | 36 939  | 14,1 %     |  |  |
| Votants        | Votants        | Votants                  | 205 332 | 78,37 %    | 224 982 | 85,9 %     |  |  |
|                |                |                          |         |            |         |            |  |  |
|                |                |                          |         | % votants  |         | % votants  |  |  |
| Blancs ou nuls | Blancs ou nuls | Blancs ou nuls           | 3 252   | 1,58 %     | 6 100   | 2,71 %     |  |  |
| Exprimés       | Exprimés       | Exprimés                 | 202 080 | 98,42 %    | 218 882 | 97,29 %    |  |  |

### 1974
L'élection présidentielle de 1974 est une élection anticipée à la suite de la mort de Pompidou. Mitterrand, candidat unique de la gauche, est largement en tête au premier tour devant Giscard d'Estaing, qui distance lui-même Chaban-Delmas. Au terme d'une campagne animée, marquée par un débat télévisé tendu, Giscard d'Estaing l'emporte avec une très courte avance.
Dans l'Ain, François Mitterrand arrive en tête du premier tour avec 39,64 % des exprimés, suivi de Valéry Giscard d'Estaing avec 38,87 %, Jacques Chaban-Delmas avec 12,96 %, Arlette Laguiller avec 2,64 % et Jean Royer avec 2,58 %. Au second tour, les électeurs ont voté à 54,89 % pour Valéry Giscard d'Estaing contre 45,11 % pour François Mitterrand avec un taux de participation de 86,8 % des inscrits.
|                | PS             | François Mitterrand       | 68 990  | 39,64 %    | 82 283  | 45,11 %    |  |  |
|                | FNRI           | Valéry Giscard d'Estaing' | 67 653  | 38,87 %    | 100 137 | 54,89 %    |  |  |
|                | UDR            | Jacques Chaban-Delmas     | 22 551  | 12,96 %    |         |            |  |  |
|                | LO             | Arlette Laguiller         | 4 603   | 2,64 %     |         |            |  |  |
|                | DVD            | Jean Royer                | 4 491   | 2,58 %     |         |            |  |  |
|                | ECO            | René Dumont               | 2 370   | 1,36 %     |         |            |  |  |
|                | FN             | Jean-Marie Le Pen         | 1 217   | 0,7 %      |         |            |  |  |
|                | MDSF           | Émile Muller              | 1 023   | 0,59 %     |         |            |  |  |
|                | FCR            | Alain Krivine             | 556     | 0,32 %     |         |            |  |  |
|                | NAR            | Bertrand Renouvin         | 286     | 0,16 %     |         |            |  |  |
|                | MFE            | Jean-Claude Sebag         | 232     | 0,13 %     |         |            |  |  |
|                |                |                           |         |            |         |            |  |  |
|                |                |                           | Nombre  | % inscrits | Nombre  | % inscrits |  |  |
| Inscrits       | Inscrits       | Inscrits                  | 212 727 |            | 212 649 |            |  |  |
| Abstentions    | Abstentions    | Abstentions               | 37 220  | 17,5 %     | 28 072  | 13,2 %     |  |  |
| Votants        | Votants        | Votants                   | 175 507 | 82,5 %     | 184 577 | 86,8 %     |  |  |
|                |                |                           |         |            |         |            |  |  |
|                |                |                           |         | % votants  |         | % votants  |  |  |
| Blancs ou nuls | Blancs ou nuls | Blancs ou nuls            | 1 454   | 0,83 %     | 2 157   | 1,17 %     |  |  |
| Exprimés       | Exprimés       | Exprimés                  | 174 053 | 99,17 %    | 182 420 | 98,83 %    |  |  |

### 1969
L'élection présidentielle de 1969 est une élection anticipée à la suite de la démission de De Gaulle. La gauche se lance désunie dans la course et, bien que Duclos (PCF) manque de le devancer, c'est le président par intérim Poher qui accède au second tour face à l'ex-Premier ministre Pompidou. Alors que Duclos refuse d'appeler à voter au second tour pour « bonnet blanc ou blanc bonnet », Pompidou est finalement largement élu.
Dans l'Ain, Georges Pompidou arrive en tête du premier tour avec 46,42 % des exprimés, suivi de Alain Poher avec 26,1 %, Jacques Duclos avec 17,96 %, Gaston Defferre avec 3,98 % et Michel Rocard avec 3,32 %. Au second tour, les électeurs ont voté à 58,68 % pour Georges Pompidou contre 41,32 % pour Alain Poher avec un taux de participation de 66,86 % des inscrits.
|                | UDR            | Georges Pompidou | 67 929  | 46,42 %    | 75 666  | 58,68 %    |  |  |
|                | CD             | Alain Poher      | 38 197  | 26,1 %     | 53 270  | 41,32 %    |  |  |
|                | PCF            | Jacques Duclos   | 26 274  | 17,96 %    |         |            |  |  |
|                | SFIO           | Gaston Defferre  | 5 820   | 3,98 %     |         |            |  |  |
|                | PSU            | Michel Rocard    | 4 858   | 3,32 %     |         |            |  |  |
|                | DVG            | Louis Ducatel    | 1 895   | 1,3 %      |         |            |  |  |
|                | LC             | Alain Krivine    | 1 357   | 0,93 %     |         |            |  |  |
|                |                |                  |         |            |         |            |  |  |
|                |                |                  | Nombre  | % inscrits | Nombre  | % inscrits |  |  |
| Inscrits       | Inscrits       | Inscrits         | 202 239 |            | 202 182 |            |  |  |
| Abstentions    | Abstentions    | Abstentions      | 54 266  | 26,83 %    | 66 999  | 33,14 %    |  |  |
| Votants        | Votants        | Votants          | 147 973 | 73,17 %    | 135 183 | 66,86 %    |  |  |
|                |                |                  |         |            |         |            |  |  |
|                |                |                  |         | % votants  |         | % votants  |  |  |
| Blancs ou nuls | Blancs ou nuls | Blancs ou nuls   | 1 643   | 1,11 %     | 6 247   | 4,62 %     |  |  |
| Exprimés       | Exprimés       | Exprimés         | 146 330 | 98,89 %    | 128 936 | 95,38 %    |  |  |

### 1965
L'élection présidentielle de 1965 est la première élection au suffrage universel direct à la suite du référendum d'octobre 1962. De Gaulle est mis en ballottage, à la surprise générale, par Mitterrand, candidat unique de la gauche. La campagne du second tour est axée sur l'Europe et les relations internationales ainsi que sur l'armement nucléaire. De Gaulle est finalement réélu avec une large avance.
Dans l'Ain, Charles de Gaulle arrive en tête du premier tour avec 43,03 % des exprimés, suivi de François Mitterrand avec 30,43 %, Jean Lecanuet avec 18,37 %, Jean-Louis Tixier-Vignancour avec 5,02 % et Pierre Marcilhacy avec 1,84 %. Au second tour, les électeurs ont voté à 55,78 % pour Charles de Gaulle contre 44,22 % pour François Mitterrand avec un taux de participation de 81,22 % des inscrits.
|                | UNR            | Charles de Gaulle            | 71 246  | 43,03 %    | 90 898  | 55,78 %    |  |  |
|                | CIR            | François Mitterrand          | 50 379  | 30,43 %    | 72 066  | 44,22 %    |  |  |
|                | MRP            | Jean Lecanuet                | 30 416  | 18,37 %    |         |            |  |  |
|                | CTV            | Jean-Louis Tixier-Vignancour | 8 317   | 5,02 %     |         |            |  |  |
|                | PLE            | Pierre Marcilhacy            | 3 045   | 1,84 %     |         |            |  |  |
|                | DVG            | Marcel Barbu                 | 2 152   | 1,3 %      |         |            |  |  |
|                |                |                              |         |            |         |            |  |  |
|                |                |                              | Nombre  | % inscrits | Nombre  | % inscrits |  |  |
| Inscrits       | Inscrits       | Inscrits                     | 206 496 |            | 206 473 |            |  |  |
| Abstentions    | Abstentions    | Abstentions                  | 39 510  | 19,13 %    | 38 785  | 18,78 %    |  |  |
| Votants        | Votants        | Votants                      | 166 986 | 80,87 %    | 167 688 | 81,22 %    |  |  |
|                |                |                              |         |            |         |            |  |  |
|                |                |                              |         | % votants  |         | % votants  |  |  |
| Blancs ou nuls | Blancs ou nuls | Blancs ou nuls               | 1 431   | 0,86 %     | 4 724   | 2,82 %     |  |  |
| Exprimés       | Exprimés       | Exprimés                     | 165 555 | 99,14 %    | 162 964 | 97,18 %    |  |  |